# Hyssia adusta
Hyssia adusta är en fjärilsart som beskrevs av Max Wilhelm Karl Draudt 1950. Hyssia adusta ingår i släktet Hyssia och familjen nattflyn. Inga underarter finns listade i Catalogue of Life.